# 観音寺 (南さつま市)
観音寺（かんのんじ）は、鹿児島県南さつま市金峰に存在した、真言宗の寺院。正式名は金峰山 観音寺 金蔵院。

## 概要
594年（推古2年）真言宗を宗旨とし、本尊を十一面観音とし、金峰山をご神体とする蔵王社（現在の金峰神社）の別当寺として成立した。金峰山が山岳信仰の霊場であったこともあって、修験道の拠点として栄えた。
1138年（保延4年）「阿多隆景寄進状案」で祈祷領を寄進した寺として登場し、平安時代末期には既に霊験あらたかな寺として栄えていた様子がうかがえる。その後、観音寺の跡に山王社として祭る。創建年代は不詳であるが、1535年（天文4年）島津忠良が再興したとの口伝がある。
1869年（明治2年）廃仏毀釈で廃寺となり、日枝神社となる。境内には僧侶の墓・宝篋印塔が残る。